# Samenzünsler

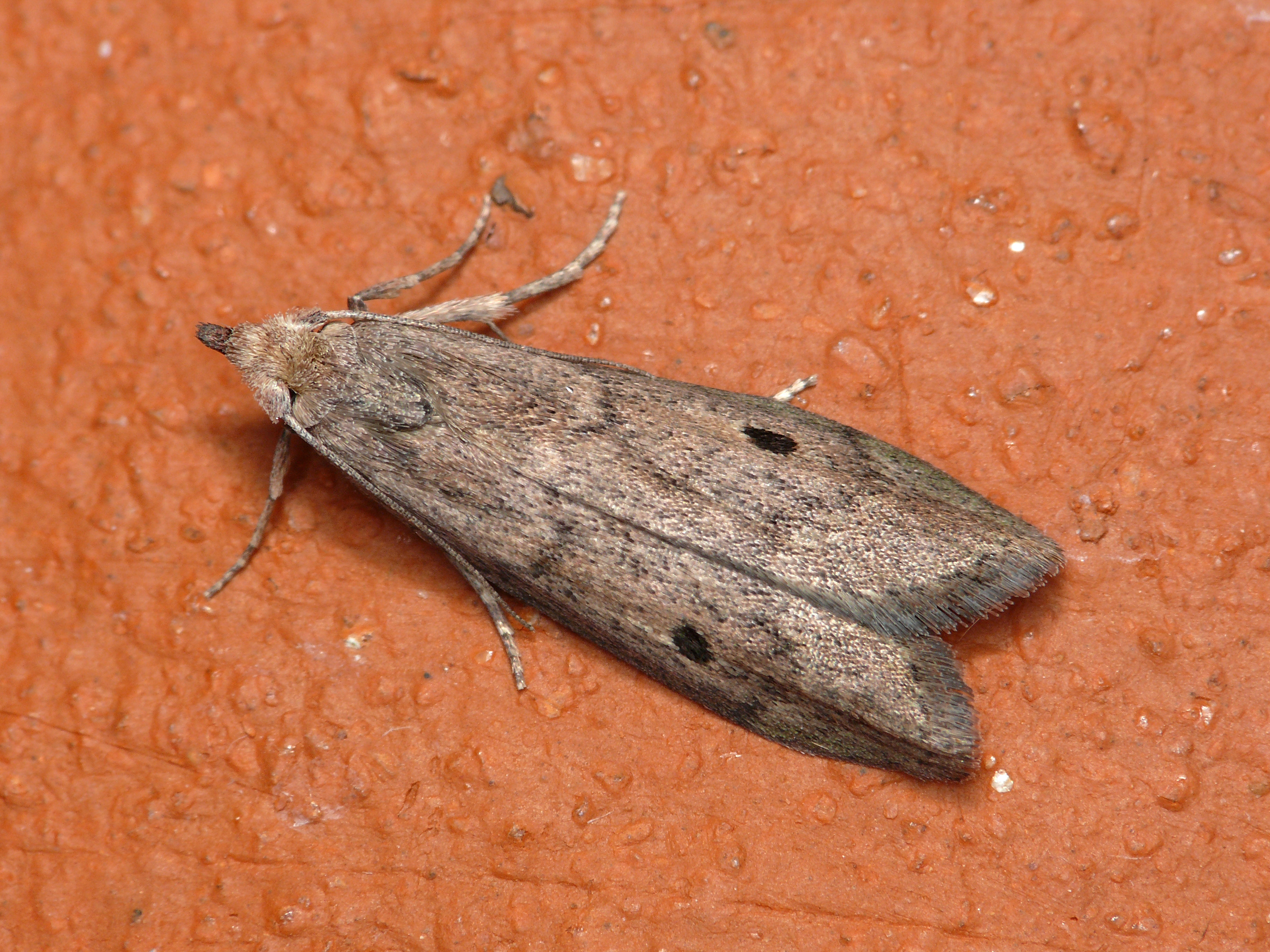
Samenzünsler (Paralipsa gularis), Weibchen

Der Samenzünsler (Paralipsa gularis) ist ein Schmetterling (Nachtfalter) aus der Unterfamilie der Wachsmotten (Galleriinae) innerhalb der Familie der Zünsler (Pyralidae).

## Merkmale
Die Falter erreichen eine Flügelspannweite von 21 bis 32 Millimetern. Die beiden Geschlechter sind dimorph. Die Weibchen haben braune Vorderflügel mit einem markanten, großen braunen Punkt etwa in Flügelmitte. Die Vorderflügel der Männchen haben eine ähnlich braune Farbe, jedoch sind die braunen Flecke wesentlich kleiner. Sie haben außerdem eine orangeroste Zickzack-Linie nahe dem Innenrand des Vorderflügels.

## Flug- und Raupenzeiten
Je nach Temperatur können mehrere Generationen auftreten. Die Art ist in Mitteleuropa jedoch selten und kann im Winter nur in beheizten Gebäuden überleben.

## Lebensweise
Die Raupe frisst an Pflanzensamen, Getreide und Nüssen.

## Schadwirkung
Die Art war ursprünglich in Ostasien beheimatet und wurde nach Europa eingeschleppt. Durch das Anbohren bzw. Anfressen von getrockneten Nüssen und Getreide können die Raupen erheblichen Schaden verursachen.

## Belege
- Frantisek Slamka: Die Zünslerfalter (Pyraloidea) Mitteleuropas : Bestimmen - Verbreitung - Fluggebiet - Lebensweise der Raupen. 2. teilweise überarbeitete Aufl. Bratislava, 1997, ISBN 80-967540-2-5